# Valerie Ziegenfuss
Valerie Ziegenfuss épouse Bradshaw (née le 29 juin 1949) est une joueuse de tennis américaine, amateur puis professionnelle dans les années 1970.
En 1970, avec huit autres joueuses, les Original 9, elle a participé à la création du tout premier circuit professionnel de tennis féminin autonome (futur WTA Tour).
Elle s'est essentiellement illustrée dans les épreuves de double.